# Gare de Lamothe
Ne doit pas être confondu avec Gare de Lamothe-Landerron ou Gare de Lamothe-Montravel.
La gare de Lamothe est une gare ferroviaire française (fermée) des lignes de Bordeaux-Saint-Jean à Irun et de Lamothe à Arcachon, située à Lamothe, sur le territoire de la commune du Teich, dans le département de la Gironde, en région Nouvelle-Aquitaine.

## Situation ferroviaire
Établie à 7 mètres d'altitude, la gare de Lamothe est située au point kilométrique (PK) 42,307 de la ligne de Bordeaux-Saint-Jean à Irun, entre les gares de Facture-Biganos (ouverte) et de Caudos (fermée).
Gare de bifurcation, elle est l'origine de la ligne de Lamothe à Arcachon, où elle se trouve avant la gare du Teich.

## Histoire
La gare est fermée[Quand ?].